# أفسوران
أفسوران (بالإنجليزية: Afsuran)‏ هي قرية تقع في أردبيل في إيران. يقدر عدد سكانها بـ 337 نسمة بحسب إحصاء 2016.